# Walden (Tennessee)
Walden és una població dels Estats Units a l'estat de Tennessee. Segons el cens del 2000 tenia 1.960 habitants.

## Demografia
Segons el cens del 2000, Walden tenia 1.960 habitants, 728 habitatges, i 583 famílies. La densitat de població era de 208,5 habitants/km².
Dels 728 habitatges en un 35,4% hi vivien nens de menys de 18 anys, en un 71,2% hi vivien parelles casades, en un 7% dones solteres, i en un 19,8% no eren unitats familiars. En el 17,6% dels habitatges hi vivien persones soles el 6,7% de les quals corresponia a persones de 65 anys o més que vivien soles. El nombre mitjà de persones vivint en cada habitatge era de 2,69 i el nombre mitjà de persones que vivien en cada família era de 3,06.
Per edats la població es repartia de la següent manera: un 28% tenia menys de 18 anys, un 5,3% entre 18 i 24, un 25,7% entre 25 i 44, un 28,9% de 45 a 60 i un 12,1% 65 anys o més.
L'edat mediana era de 40 anys. Per cada 100 dones de 18 o més anys hi havia 94,6 homes.
La renda mediana per habitatge era de 68.977 $ i la renda mediana per família de 75.919 $. Els homes tenien una renda mediana de 60.074 $ mentre que les dones 27.083 $. La renda per capita de la població era de 37.287 $. Entorn del 4,9% de les famílies i el 4,6% de la població estaven per davall del llindar de pobresa.

## Poblacions més properes
El següent diagrama mostra les poblacions més properes.